# Дембовець (Красницький повіт)
Дембовець (пол. Dębowiec) — село в Польщі, у гміні Тшидник-Дужий Красницького повіту Люблінського воєводства.
Населення — 107 осіб (2011).
У 1975-1998 роках село належало до Тарнобжезького воєводства.

## Демографія
Демографічна структура станом на 31 березня 2011 року:
|          | Загалом | Допрацездатний вік | Працездатний вік | Постпрацездатний вік |
| -------- | ------- | ------------------ | ---------------- | -------------------- |
| Чоловіки | 50      | 14                 | 34               | 2                    |
| Жінки    | 57      | 9                  | 36               | 12                   |
| Разом    | 107     | 23                 | 70               | 14                   |